# فوجيدا (شيزوكا)
مدينة فوجيدا (بالإنجليزية: Fujieda)‏ هي أحد المدن التابعة لمحافظة شيزوكا. تأسست رسميًا في 31/03/1954. ويقدر عدد سكانها بـ 129637 نسمة حسب تقدير مكتب الإحصاء الياباني لعام 2012. تبلغ مساحة فوجيدا 140.74 كم2. بكثافة سكانية تبلغ 921 نسمة/كم2.

## توأمة
لفوجيدا (شيزوكا) اتفاقيات توأمة مع كل من:
- إينيوا (26 مارس 2016 - )
- كونان

## أعلام
- ماساشي ناكاياما
- هيرويوكي أوسوي
- ماكوتو هاسيبه
- كازويوشي ناكامورا
- كيوشي توميزاوا